# ایگرمانت، یان
ایگرمانت، یان (به فرانسوی: Aigremont, Yonne) یک کمون در فرانسه است که در Canton of Chablis واقع شده‌است.

## خصوصیات
ایگرمانت ۶٫۸۲ کیلومترمربع مساحت و ۷۲ نفر جمعیت دارد.